# Mate. Feed. Kill. Repeat.
Mate. Feed. Kill. Repeat. – pierwszy w karierze album amerykańskiego zespołu muzycznego Slipknot, przez członków zespołu uważany za demo. Został nagrany za wyłożoną przez samych członków Slipknota kwotę, według różnych źródeł, od 16 000 do 40 000 dolarów w czasie siedmiu miesięcy w SR Audio Studios w Des Moines i wydany 31 października 1996 roku własnym nakładem w liczbie 1000 egzemplarzy. Pierwotnie zespół samodzielnie rozprowadzał kopie albumu, ale w 1997 roku wydał pozostałe kopie za pośrednictwem wytwórni -ismist Recordings. Album łączy wiele gatunków muzyki alternatywnej oraz popularnej, takich jak: death metal, thrash metal, disco, funk, jazz czy hip-hop. Mate. Feed. Kill. Repeat. jest jedynym wydawnictwem zespołu nagranym z Andersem Colsefnim jako wokalistą; odszedł on z zespołu w grudniu 1997 roku.
Obecne na wydawnictwie utwory „Only One”, „Tattered & Torn” i „Slipknot” zostały ponownie nagrane (już z Coreyem Taylorem jako wokalistą) i zawarte na oficjalnym debiutanckim albumie zespołu, nazwanym tak samo jak on. Tytuł ostatniego z utworów zmieniono przy tym na „(sic)”. Z kolei utwory „Gently” i „Killers Are Quiet” zostały ponownie nagrane na potrzeby wydanego w 2001 roku drugiego albumu studyjnego, Iowa. Drugi z tych utworów dodatkowo przerobiono i przemianowano na „Iowa”.

## Lista utworów
Opracowano na podstawie materiału źródłowego.
| Nr | Tytuł utworu           | Długość |
| -- | ---------------------- | ------- |
| 1. | „Slipknot”             | 6:55    |
| 2. | „Gently”               | 5:16    |
| 3. | „Do Nothing/Bitchslap” | 4:20    |
| 4. | „Only One”             | 2:33    |
| 5. | „Tattered & Torn”      | 2:35    |
| 6. | „Confessions”          | 5:05    |
| 7. | „Some Feel”            | 3:36    |
| 8. | „Killers Are Quiet”    | 7:04    |
|    |                        | 37:24   |

## Twórcy
Opracowano na podstawie materiału źródłowego.
Zespół Slipknot w składzie
- Joey Jordison – perkusja
- Paul Gray – gitara basowa, wokale
- Shawn „Clown” Crahan – instrumenty perkusyjne, wokale
- Anders Colsefni – wokal główny, instrumenty perkusyjne
- Mick Thomson – gitara
- Donnie Steele – gitara rytmiczna
- Josh Brainard – gitara, instrumenty perkusyjne, wokale
- Craig Jones – sampler

Produkcja
- Slipknot – muzyka, teksty, aranżacje, produkcja muzyczna, miksowanie
- Sean McMahon – produkcja muzyczna, miksowanie, mastering, inżynieria
- Mike Lawyer – mastering
- Corn Wallace – oprawa graficzna
- Anders Colsefni – projekt okładki, layout
- Nathan – projekt okładki, layout, kaligrafia
- Kong (24) – projekt okładki, layout, grafika
- Stefan Seskis – fotografie